# جيمس ويليامسون (سياسي)
جيمس ويليامسون (بالإنجليزية: James Williamson)‏ هو سياسي أسترالي، ولد في 1811 في إدنبرة في المملكة المتحدة، وتوفي في 8 مارس 1881 في أستراليا. انتخب عضو الجمعية التشريعية نيو ساوث ويلز وانتخب عضو المجلس التشريعي نيو ساوث ويلز.